# わにとかげぎす
『わにとかげぎす』は古谷実による日本の漫画。「週刊ヤングマガジン」（講談社）にて2006年17号から2007年24号まで連載された。
人生を無為に過ごしてきたことに32歳で気付いた男が自分自身を変えようと一念発起して、友人関係や恋愛、そしてさまざまなトラブルに翻弄される様をユーモア・サスペンス・諦観を交えて描く。
2017年に主演有田哲平（くりぃむしちゅー）でTBS系でテレビドラマ化された。

## あらすじ
富岡ゆうじはスーパーで深夜の警備員として働いていたが、自分にこれまで友だちや恋人と呼べる存在がいなかったことに気づき、これまでの孤独で無為な人生を深く後悔し、友だちを作ろうと決意する。その後、勤務先のスーパーに脅迫状が届いたことを皮切りに、さまざまな事件に巻き込まれる。

## 登場人物
富岡 ゆうじ（とみおか ゆうじ）
山梨県出身。東京郊外のスーパーマーケットにて夜間警備員を務める32歳の独身男性。肩まである長髪だが、額がだいぶ広くなっている。それまでの人生について、無為に寝て過ごすばかりで友達や恋人といった交流できる存在を持ったことがないと後悔し、友人ができることを心から願うようになる。車の免許は持っているが、運転は不慣れで上手ではない。羽田と一夜を共にしてから女性やセックスに対して強い関心を持つようになる。雨川と花林が巻き込まれた事件で、事情を全て知っていながら止めなかったことに責任を感じる。スーパーの警備員の職を失う。新しい職場で出会った斉藤を自身と同類だと思い熱心に慕うも、実際にはその間に存在するギャップに戸惑う。が、結局斉藤のことをよく気に掛けている（一方の斉藤は富岡のことを気に入ってはいるが気に掛けているとは言い難く、この辺りも両者の違いと言える）。新しい職場でも厄介な事件に巻き込まれ退職する羽目になる。最後には羽田と結婚にまでこぎ着け、レンタルDVD店でアルバイトとして働き始める。

羽田（はだ）
富岡と同じアパートの隣人。スタイルの良い美人で、小説家志望。富岡に好意を抱き、生まれて初めて好きになった異性がトランプのジョーカーであるなど男性の趣味は少々変わっている。過去に男性と交際したことがあるが、その男性に浮気をされ、さらに家にカメラを仕掛けられて盗撮されていたことを知り、恋愛というものを諦めるようになる。が、その後富岡のことをどうしようもなく好きになってしまい、結局付き合うことになる。作品後半でK談社の大きな賞を取り、作家としてデビュー。ちなみにデビュー作は富岡に「死んでも読むな」と釘を刺している。

ホームレス
富岡がスーパーの屋上でサボっているところを、無断で寝泊まりしていたアパートの空き部屋から眺めていた。本名は不明。一等前後賞を合わせれば一発でサラリーマンの生涯年収を上回れる宝くじを当てることが生涯の夢。富岡に脅迫状の犯人の情報を教えるともちかけ富岡の自宅に転がり込むが、200万円以上の借金をしている闇金融屋に発見され身柄を拘束される。その借金は富岡に肩代わりしてもらうのだが、涙を流して「この恩は必ず返す」と言いながら舌の根の乾かぬ内に「富岡に体を許すことで恩返ししようと思ったが、やっぱり1万円で買ってもらえないか」と富岡と交渉しようとしていた（富岡が同性愛者であるというのはこのホームレスの勘違い）。ちなみに脅迫状の犯人については何も知らなかった。

花林 雄大（はなばやし ゆうだい）
肥満体型の若者。青森出身。富岡の勤めるスーパーに警備員として就職、富岡にとっては人生初の部下となる。
自分の夢の中に出てくる、実在するかわからない「夢の女」と現実に出逢って結ばれることが夢。モテるということを人生の至上命題とみなしており、「金があればモテる」という思想から金への執着も人並み以上。そして金に目がくらんだ結果、とある事件に巻き込まれ、結局1億円を超える現金を持って行方をくらます。

雨川 勇（あめかわ いさむ）
高校を卒業したばかりの少年。メガネに坊主頭で小柄。ヤクザの情婦に好意を寄せている。その女性の部屋がのぞける立地にあるスーパーの警備員になろうと考え、唯一の警備員である富岡を辞めさせるために脅迫状を出した。結局、富岡は辞めなかったが警備員が増員されることとなり、晴れて念願の就職がかなう。猪突猛進タイプであり、冗談が通じない性格。それでいながら人の話を容易に信用しないしたたかさも備える。後に、上原殺しの実行犯として少年院へ送致される。

吉岡（よしおか）
※原作漫画では無名。
雨川が熱烈な好意を抱く女性。ヤクザと同棲している。雨川の好意を利用し、自らのあられもない姿が映った写真などが入っているという金庫（本当はそのヤクザの金が入っていた）を、ヤクザのマンションから運び出すよう依頼する。山梨県の山中で金庫を開けている際に上原と遭遇し散弾銃で撃たれ死亡。

上原（うえはら）
雨川と花林、吉岡が金庫を運び出した先の山中で偶然遭遇。金庫から札束を取り出す吉岡を散弾銃で撃ち殺し、花林と雨川を自宅に監禁する。アル中で鬱病を患っている父に殺されかけ逆に父を殺してしまうが、警察には届けなかった。自身の人生を価値のない物と断じ死のうと思っていた所に大金が転がり込み、一瞬生きる意欲を取り戻すが、充足感も達成感もないまま再び死のうと決意した。

斉藤（さいとう）
富岡が新しく勤務することとなる市民体育館（スポーツ総合センター）の先輩警備員。30歳。富岡が今まで遭遇したことがないほど達観した考え・人生観を有する。常に無表情で落ち着いているように見える。他の前任者に比べて富岡のことを気に入っている。また、照れた時には人並み以上に顔を赤くする。怒っているかのように見えるが、無表情で抑揚のない喋りは彼の元来の性質であり、割とキツイことを平然と言うのは彼なりに論理を追究した結果である。それが証拠に、人間らしい大爆笑もする。ストーカー被害に悩まされていた若井という女性に頼られた結果彼女へ好意を抱くが、彼女のための行動やそのときの無表情さが裏目に出てしまう。その後、自分を変えようと様々なことに挑戦するが納得いかず、アフリカへ旅立つ事を決意し退職した。

## 書籍情報

### 単行本
- 古谷実 『わにとかげぎす』 講談社〈ヤンマガKC〉、全4巻
  1. 2006年9月6日初版発行（同日発売）、ISBN 4-06-361479-4
  2. 2007年1月6日初版発行（2006年12月28日発売）、ISBN 978-4-06-361513-5
  3. 2007年5月2日初版発行（同日発売）、ISBN 978-4-06-361555-5
  4. 2007年7月6日初版発行（同日発売）、ISBN 978-4-06-361570-8

### 文庫本
- 古谷実 『わにとかげぎす』 講談社〈講談社漫画文庫〉、全3巻
  1. 2013年6月12日発売、ISBN 978-4-06-370920-9
  2. 2013年7月12日発売、ISBN 978-4-06-370931-5
  3. 2013年8月9日発売、ISBN 978-4-06-370932-2

## テレビドラマ
TBS系「水ドラ!!」枠にて、2017年7月19日から9月27日まで放送された。なお、本作品をもって同枠は廃枠となった。主演は有田哲平（くりぃむしちゅー）で、本作が連続ドラマ初主演。

### キャスト

#### 主要人物
富岡 ゆうじ（とみおか ゆうじ）〈38〉
演 - 有田哲平（くりぃむしちゅー）（中学生時代：酒井天満）
警備員。
羽田 梓（はだ あずさ）〈24〉
演 - 本田翼
富岡の隣人。小説家志望。

#### 警備会社 同僚
花林 雄大（はなばやし ゆうだい）
演 - 賀来賢人

雨川 勇（あめかわ いさむ）
演 - 吉村界人
吉岡華に思いを寄せている。

#### 闇金業者
島田 裕至（しまだ ゆうき）
演 - DOTAMA

川上（かわかみ）
演 - 福山翔大
堀田（ほった）
演 - ACE

#### 窃盗グループ
吉くん（きちくん）
演 - 稲葉友（第8話 - 最終話）
岸田（きしだ）
演 - 永瀬匡（第8話 - 最終話）
土屋（つちや）
演 - 小柳心（第8話 - 最終話）

#### その他
吉岡 華（よしおか はな）
演 - コムアイ（水曜日のカンパネラ）
パチンコ店従業員。東金の女。
灰野（はいの）
演 - 森優作（第3話・第5話・第8話 - 最終話）
羽田の元彼。羽田を盗撮していた。
涼子（りょうこ）
演 - emma（第8話・最終話）
灰野の彼女。
ラジオパーソナリティ
演 - 尾崎世界観（クリープハイプ）
富岡がいつも聞いているラジオ番組のパーソナリティ。
上原 洋介（うえはら ようすけ）
演 - 淵上泰史
父親と2人暮らしの引きこもり。
東金 直弥（とうかね なおや）
演 - 村上淳
ヤクザ。
ホームレスのオヤジ
演 - 光石研
成り行きで富岡の世話になるホームレス。

#### ゲスト
第1話
- 向かいのマンションの住人 - 加藤パーチク
- ハンマー男 - 健道虎吉
- 富岡の中学の担任 - 今藤洋子
- 富岡のクラスメイト - 伊藤星、荒川ひなた、内田愛

第2話
- 社長（ミスターマックスの社長） - 高木渉（第3話）
- 樹理

第3話
- 夢の女 - 都丸紗也華（第4話）
- 岸本有紗（たまねぎキング） - 松本海希

第4話
- 本橋（ヤクザ） - 大宮将司（第5話・第6話・第8話・第9話）
- 山高（ヤクザ） - 青柳尊哉（第5話 - 第9話）
- ナンパ男 - 中島健
- 宅配便配送員 - 前原滉
- ヤクザ - 中澤達也（第5話 - 第7話）
- 森夏姫

第6話
- 上原洋介の父 - 田村泰二郎
- 子ども（スーパーに来ている子ども） - 山本明斉、葛西大樹

第7話
- 役場職員（空き家になった上原家の様子を見に来る） - 岡本篤、國島直希

第8話
- 運動公園職員 - 信太昌之
- 警官（窃盗グループを追いかける警官） - 城野マサト
- 窃盗グループ - 三船海斗（第9話）、山岸健太（第9話）、安田俊（第9話）

第9話
- 女性（東金の車のトランクに入れられていた外国人女性） - アデリンS（最終話）

最終話
- 杉浦元（イヌコネクション）、戸川創太（イヌコネクション）

### スタッフ
- 原作 - 古谷実『わにとかげぎす』（講談社『週刊ヤングマガジン』掲載）
- 脚本 - 髙橋泉
- 音楽 - 眞鍋昭大
- 主題歌 - TOKIO「クモ」（ジェイ・ストーム）[24]
- 編成 - 三島圭太、中島啓介
- 演出補 - 泉正英、松木彩、高山暢比古、嶋田広野、武田梓
- プロデュース補 - 石川涼子
- プロデュース - 峠田浩、藤田大輔（SLOW TIDE）
- 演出 - 坪井敏雄、熊坂出、泉正英、松木彩
- 製作著作 - TBS

### 放送日程
| 各話   | 放送日  | サブタイトル                                  | 演出     |
| ------ | ------- | --------------------------------------------- | -------- |
| 第1話  | 7月19日 | 最強に最弱な男の恋!!                          | 坪井敏雄 |
| 第2話  | 7月26日 | お前は死ぬ!脅迫状の犯人は超可愛い隣人?!       | 坪井敏雄 |
| 第3話  | 8月2日  | 超可愛い隣人が…私変態ですよね?                | 坪井敏雄 |
| 第4話  | 8月16日 | 金庫を盗め!最狂ヤクザVS最強に最弱な3人組      | 熊坂出   |
| 第5話  | 8月23日 | 最弱な男に”恋とピンチ”いきなり襲来!!          | 熊坂出   |
| 第6話  | 8月30日 | ヤクザ100人を突破せよ!最弱男の恋始動!         | 泉正英   |
| 第7話  | 9月6日  | 超ヤバイ男が目の前に!最弱男は友達を救えるか?  | 坪井敏雄 |
| 第8話  | 9月13日 | 急接近!初めての告白!初めてのキス!初めての…    | 坪井敏雄 |
| 第9話  | 9月20日 | 最弱男に愛の試練…全力の想いを込めた手紙を書け | 松木彩   |
| 最終話 | 9月27日 | もう大丈夫…僕は孤独じゃない…さようなら        | 坪井敏雄 |

### ネット局と放送時間
| 放送対象地域   | 放送局                | 系列    | 放送期間                | 放送日時                     | 備考       |
| -------------- | --------------------- | ------- | ----------------------- | ---------------------------- | ---------- |
| 関東広域圏     | TBSテレビ（TBS）      | TBS系列 | 2017年7月19日 - 9月27日 | 水曜 23:56 - 翌0:26          | 製作局     |
| 北海道         | 北海道放送（HBC）     | TBS系列 | 2017年7月19日 - 9月27日 | 水曜 23:56 - 翌0:26          | 同時ネット |
| 岩手県         | IBC岩手放送（IBC）    | TBS系列 | 2017年7月19日 - 9月27日 | 水曜 23:56 - 翌0:26          | 同時ネット |
| 広島県         | 中国放送（RCC）       | TBS系列 | 2017年7月20日 -         | 木曜 1:00 - 1:30（水曜深夜） | 64分遅れ   |
| 静岡県         | 静岡放送（SBS）       | TBS系列 | 2017年7月23日 -         | 日曜 2:08 - 2:38（土曜深夜） | 遅れネット |
| 宮崎県         | 宮崎放送（MRT）       | TBS系列 | 2017年7月25日 - 10月3日 | 火曜 1:00 - 1:30（月曜深夜） | 遅れネット |
| 中京広域圏     | CBCテレビ（CBC）      | TBS系列 | 2017年7月25日 - 10月3日 | 火曜 2:08 - 2:38（月曜深夜） | 遅れネット |
| 石川県         | 北陸放送（MRO）       | TBS系列 | 2017年7月27日 - 10月5日 | 木曜 1:30 - 2:00（水曜深夜） | 遅れネット |
| 長野県         | 信越放送（SBC）       | TBS系列 | 2017年7月27日 - 10月5日 | 木曜 1:35 - 2:05（水曜深夜） | 遅れネット |
| 岡山県・香川県 | 山陽放送（RSK）       | TBS系列 | 2017年7月27日 - 10月5日 | 木曜 1:48 - 2:18（水曜深夜） | 遅れネット |
| 近畿広域圏     | 毎日放送（MBS）       | TBS系列 | 2017年7月27日 - 10月5日 | 木曜 1:59 - 2:30（水曜深夜） | 遅れネット |
| 鹿児島県       | 南日本放送（MBC）     | TBS系列 | 2017年7月29日 -         | 土曜 1:30 - 2:00（金曜深夜） | 遅れネット |
| 宮城県         | 東北放送（TBC）       | TBS系列 | 2017年8月16日 -         | 水曜 1:24 - 1:54（火曜深夜） | 遅れネット |
| 山口県         | テレビ山口（tys）     | TBS系列 | 2017年8月18日 -         | 金曜 1:12 - 1:42（木曜深夜） | 遅れネット |
| 福島県         | テレビユー福島（TUF） | TBS系列 | 2017年8月21日 -         | 月曜 0:50 - 1:20（日曜深夜） | 遅れネット |
| 高知県         | テレビ高知（KUTV）    | TBS系列 | 2017年8月23日 -         | 水曜 23:56 - 翌0:26          | 遅れネット |
| 長崎県         | 長崎放送（NBC）       | TBS系列 | 2017年9月5日 -          | 火曜 1:01 - 1:31（月曜深夜） | 遅れネット |
| 熊本県         | 熊本放送（RKK）       | TBS系列 | 2017年9月21日 -         | 木曜 0:56 - 1:26（水曜深夜） | 遅れネット |

### ソフト化
2017年12月15日にTCエンタテインメントよりDVDおよびBlu-rayが発売された。いずれも3枚入りのBOX仕様。